# أوسكار سميث
أوسكار سميث (بالإنجليزية: Oscar Smith)‏ هو لاعب كرة قدم أمريكية أمريكي، ولد في 5 أبريل 1963 في تامبا في الولايات المتحدة.